# Upper Beeding
Upper Beeding ist ein Dorf (Village) und eine Gemeinde (Civil Parish) im Horsham District in West Sussex, England. Sie liegt nahe dem Fluss Adur im Norden der South Downs. Upper Beeding pflegt eine enge Zusammenarbeit mit den benachbarten Kommunen Bramber und Steyning.

## Geschichte
Upper Beedings Geschichte reicht zurück bis in angelsächsische Zeiten. Damals verbanden sich die nah benachbarten Gemeinden Beeding und Sele zur Gemeinde Beeding. Für die längste Zeit seiner Geschichte hieß der heute als Upper Beeding bekannte Ort schlicht Beeding. Im 13. Jahrhundert gründeten Mönche jedoch im rund 15 Kilometer entfernten St. Leonhard's Forrest eine kleine Mission, die als Lower Beeding bekannt wurde. Vermutlich zur Unterscheidung der beiden Orte, erhielt Beeding das Präfix Upper. Ein genaues Datum dieser Namensänderung ist unbekannt. Fest steht jedoch, dass die Kirchengemeinde, die vermutlich der Auslöser war, die Namensänderung nicht mit vollzog und weiterhin als Kirche zu Beeding bekannt ist. Zahlreiche Einwohner verwehren sich auch heute noch gegen die Namensänderung und behalten den traditionellen Namen bei.

## Infrastruktur
Upper Beeding liegt im South-Downs-Nationalpark und hat Anbindungen an die Radwanderwege South Downs Way und Monarch's Way. Die gesamte Umgebung ist bei Radwanderern, Wanderern und Reitern beliebt. Der kleine Ort selbst bietet einzelne Einkehrmöglichkeiten.